# Molodkiv, Nadvirna
Molodkiv (în ucraineană Молодків) este o comună în raionul Nadvirna, regiunea Ivano-Frankivsk, Ucraina, formată numai din satul de reședință.

## Demografie
Componența lingvistică a comunei Molodkiv
     Ucraineană (99,7%)
     Alte limbi (0,3%)
Conform recensământului din 2001, majoritatea populației comunei Molodkiv era vorbitoare de ucraineană (99,7%), existând în minoritate și vorbitori de alte limbi.